# 麦垣町
麦垣町（むぎかきちょう）は、鳥取県境港市の町名。郵便番号は684-0052。

## 地理
市の東南部。東は美保湾に面し、湾岸を国道431号がほぼ南北に走る。

## 歴史
麦垣は小篠津村支村である。麦垣の木村伊三郎の先代某は1818年（文政寅年）に新田開墾に際し、勾玉、金環、埴輪円筒、壺等を採掘する。
麦垣町は1981年（昭和56年）から現在の境港市の町名である。もとは境港市小篠津町・新屋町の各一部。

## 世帯数と人口
2022年（令和4年）7月31日現在の世帯数と人口は以下の通りである。
| 町丁   | 世帯数  | 人口  |
| ------ | ------- | ----- |
| 麦垣町 | 148世帯 | 345人 |

## 小・中学校の学区
市立小・中学校に通う場合、学区は以下の通りとなる。
| 番地 | 小学校             | 中学校             |
| ---- | ------------------ | ------------------ |
| 全域 | 境港市立中浜小学校 | 境港市立第二中学校 |

## 交通

### 鉄道
町内に鉄道駅はない。

### 道路
- 国道431号

## 経済

### 産業
店・企業
- お食事処 池田屋

### 施設
- 境港市立中浜小学校
- 麦垣会館
- 麦垣町会館別館

宗教
- 麦垣神社

### 法人
- NPO法人ウルトラスポーツクラブ FCアミーゴ

## 出身・ゆかりのある人物

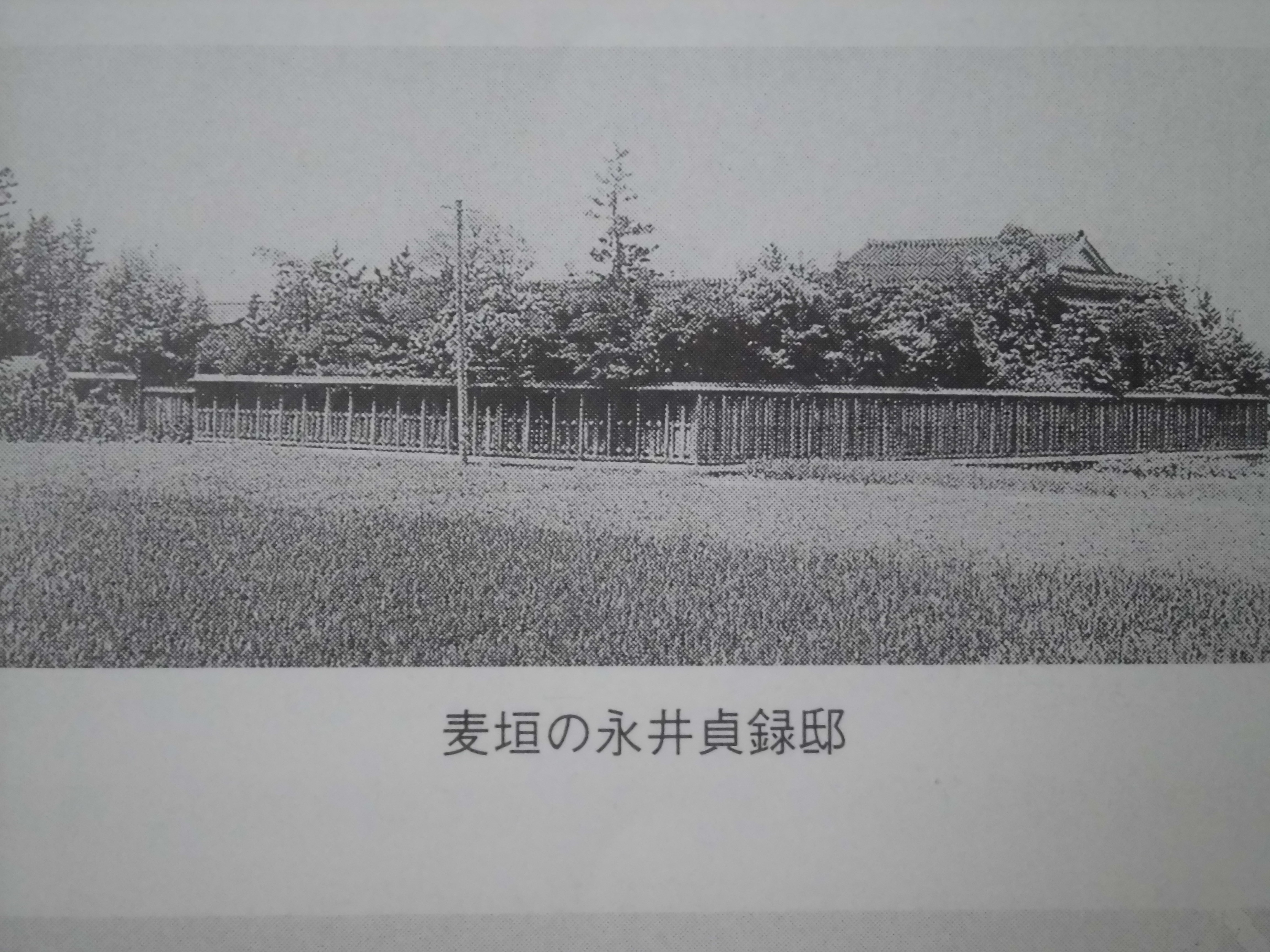

- 永井貞録[8]（鳥取県会議員、中浜村会議員、弓浜組合製糸組合長） - 境港市長安田貞栄の実父、鳥取県議会議員安田優子の祖父、鳥取県議会議員安田由毅の曽祖父。
- 永井準（米子今井書店社長）